# 大宇バス
ザイル大宇商用車（テウバス、ザイルテウしょうようしゃ、Zyle Daewoo Commercial Veicle）は大韓民国の自動車メーカーで、もとは大宇自動車（乗用車部門は韓国GMに事業を移管）のバス部門である。2002年8月設立。本社は釜山広域市。韓国国内での販売は他の旧大宇系自動車メーカー同様、大宇自動車販売が担当する。
現行の最高級モデルであるBX212/Hは日本にはじめて輸出された韓国製バス車両である。日本に輸出されている車両は"右ハンドル仕様"の日本専用仕様で、2005年5月にサンデン観光バス（山口県のバス会社サンデン交通の子会社）に初導入された。同クラスの日本製バスに比べて約2/3の低価格を売りに、現在までに観光バス専業事業者を中心に数社での導入実績がある。日本ではウィラー・アライアンス、サンデン交通など複数の代理店によって販売が行われている。
2012年のモデルチェンジでBSやBC等の一般路線向け車種のネームに「NEW」が追加されていたが、2019年のマイナーチェンジの後からは元に還元されている。
2020年に生産工場が韓国蔚山広域市からベトナムに移転された。

## 現在の販売車種一覧

### 長距離路線・大型貸切
- FX 115 / FX II 115(Cruiser) (2007年)
- FX 116 / FX II 116(Crusing Arrow) (2007年)
- FX 120 / FX II 120(Crusing Star) (2007年)
- FX 212 / FX II 212(Super Cruiser) (2007年)
- BX212H/S(Royal Hi-Dekcer) (2004年)
- BH120F(Royal Cruiser) (1992年)
- BH119H(Royal Special) (2003年)
- BH117H(Royal Cruistar) (1995年)
- BH116(Royal Luxury) (1997年)
- BH115E(Royal Economy) (1998年)

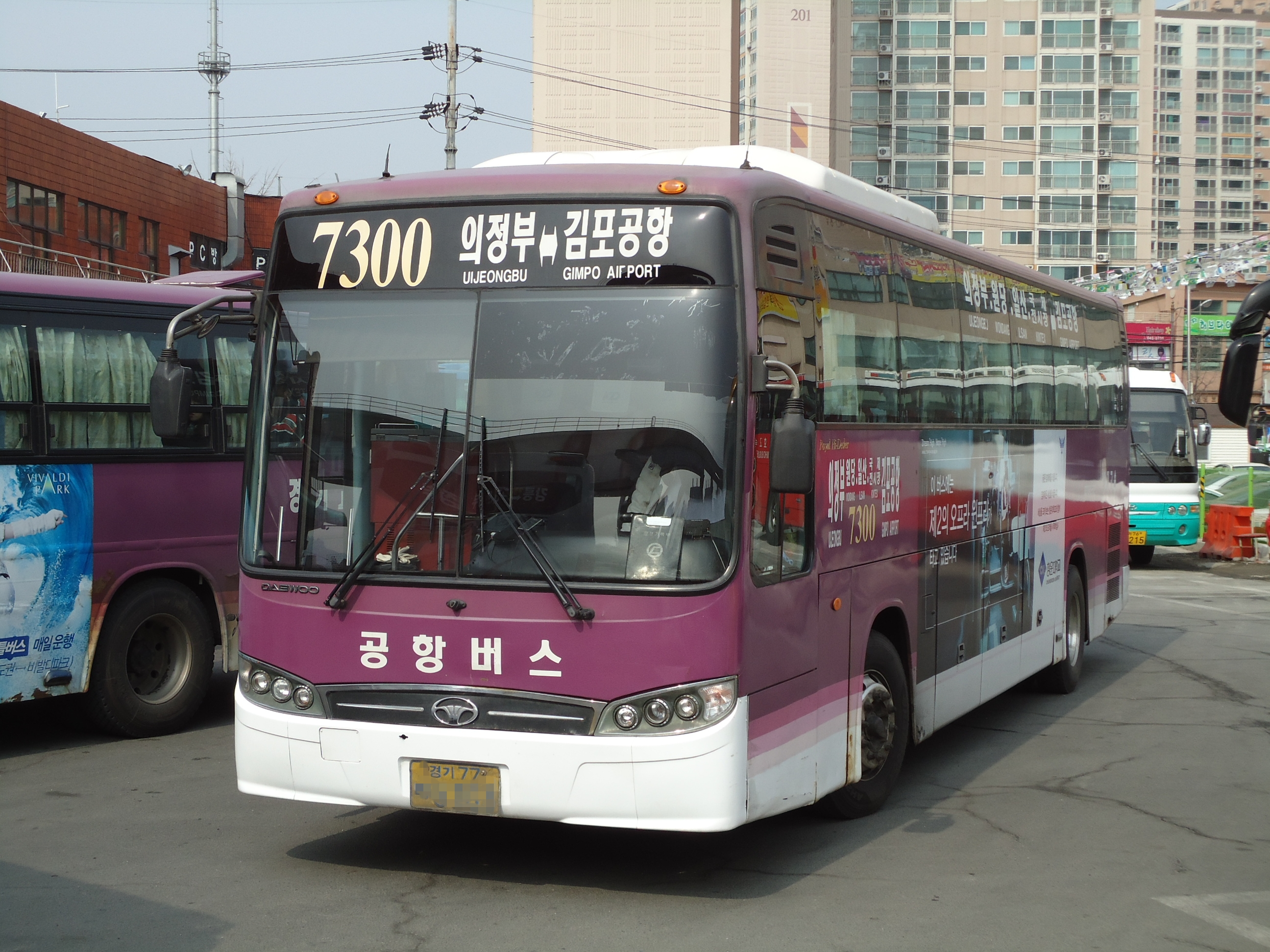
大宇バス BX212（韓国仕様車）
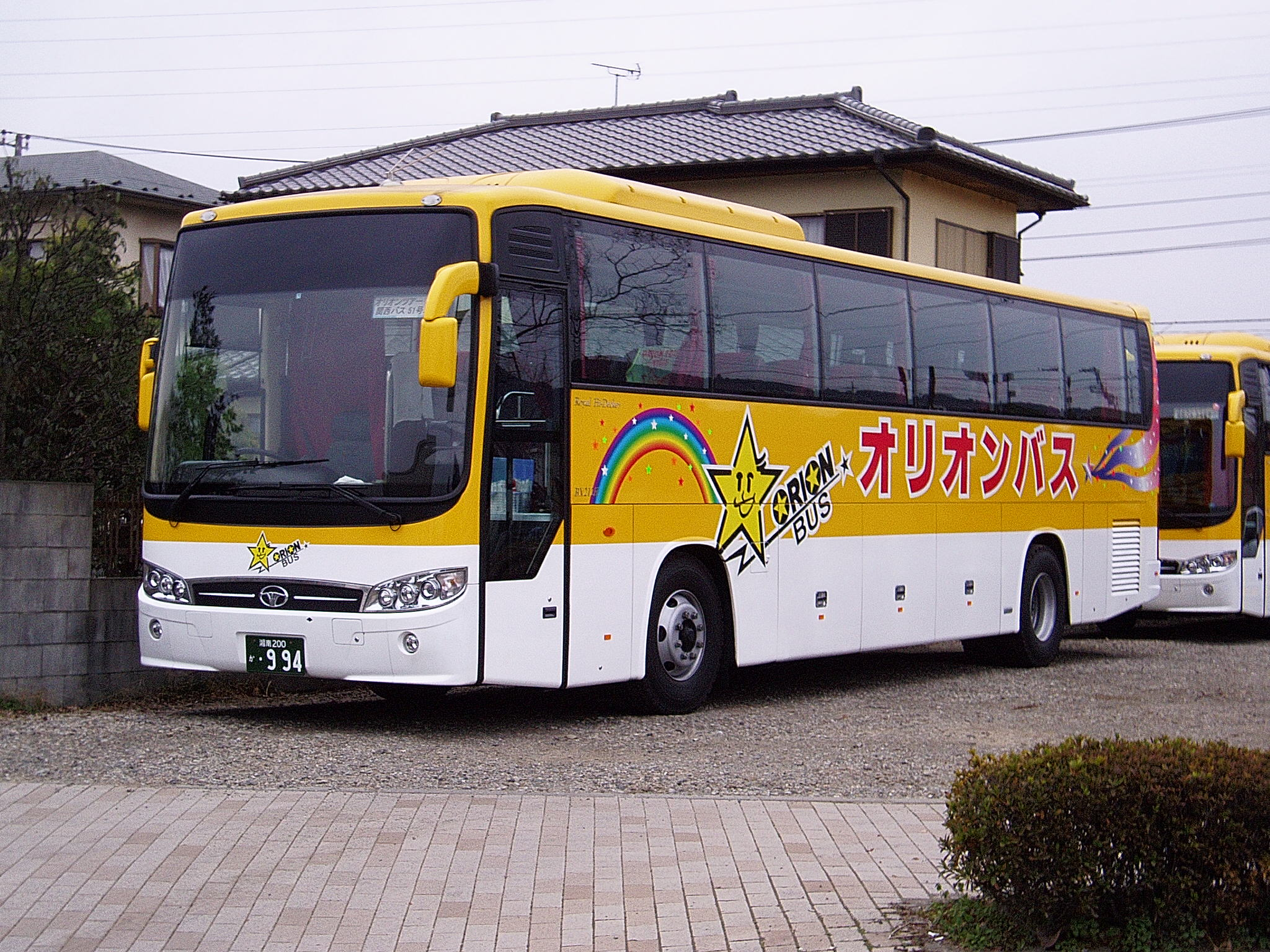
大宇バス BX212（日本仕様車）杉崎観光バス
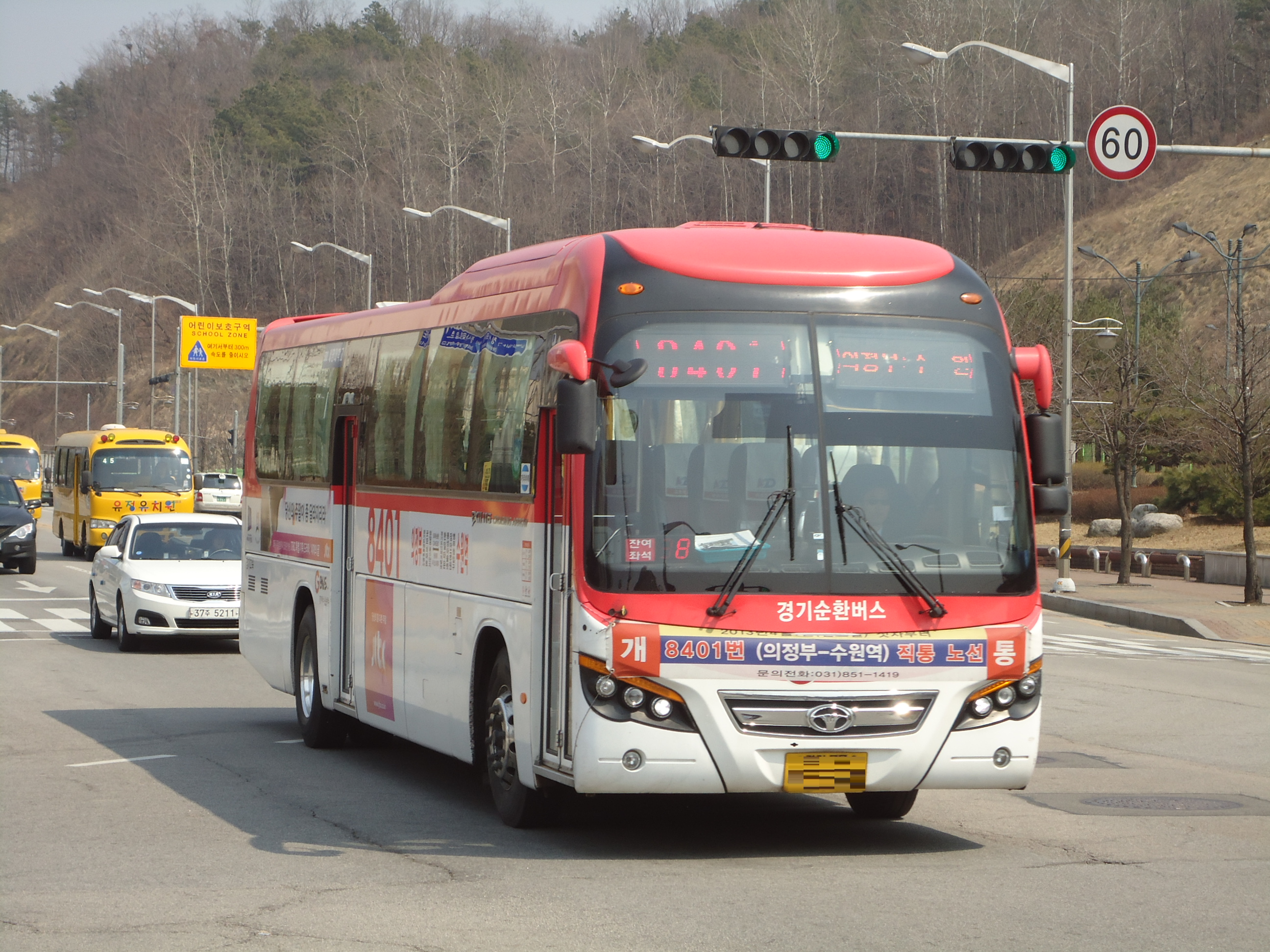
大宇バス FX 116（韓国仕様車）
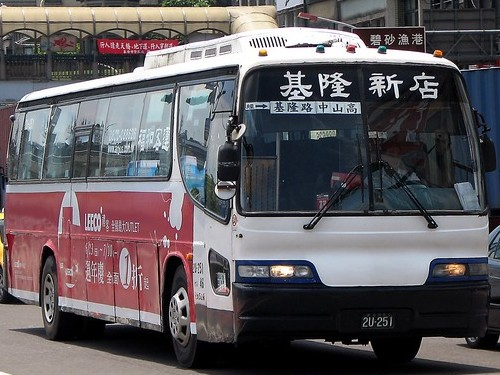
大宇バス BH117H（台湾仕様車） 福和客運
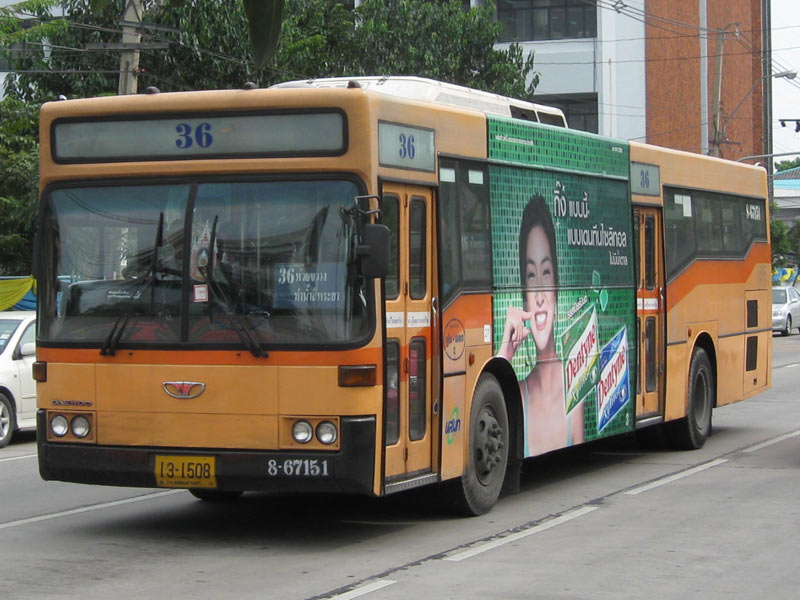
大宇バス BH115（タイ製車体架装車）バンコク大量輸送公社（BMTA）

### 中小型貸切
- BF106/120(2001年)
- BH090 (2002年)

### 一般路線向け
- BS120CN（2002年・CNG仕様）
- BS110（2011年・ノンステップ・CNG、ディーゼル、電気)
- BV120MA（2002年）
- BC211 (2005年・ワンステップ)
- BS106 (1991年・ツーステップ)
- BS090 (2002年・ツーステップ・BS106の短縮仕様)
- BC095（ベトナム仕様）
- BC110（ベトナム仕様）

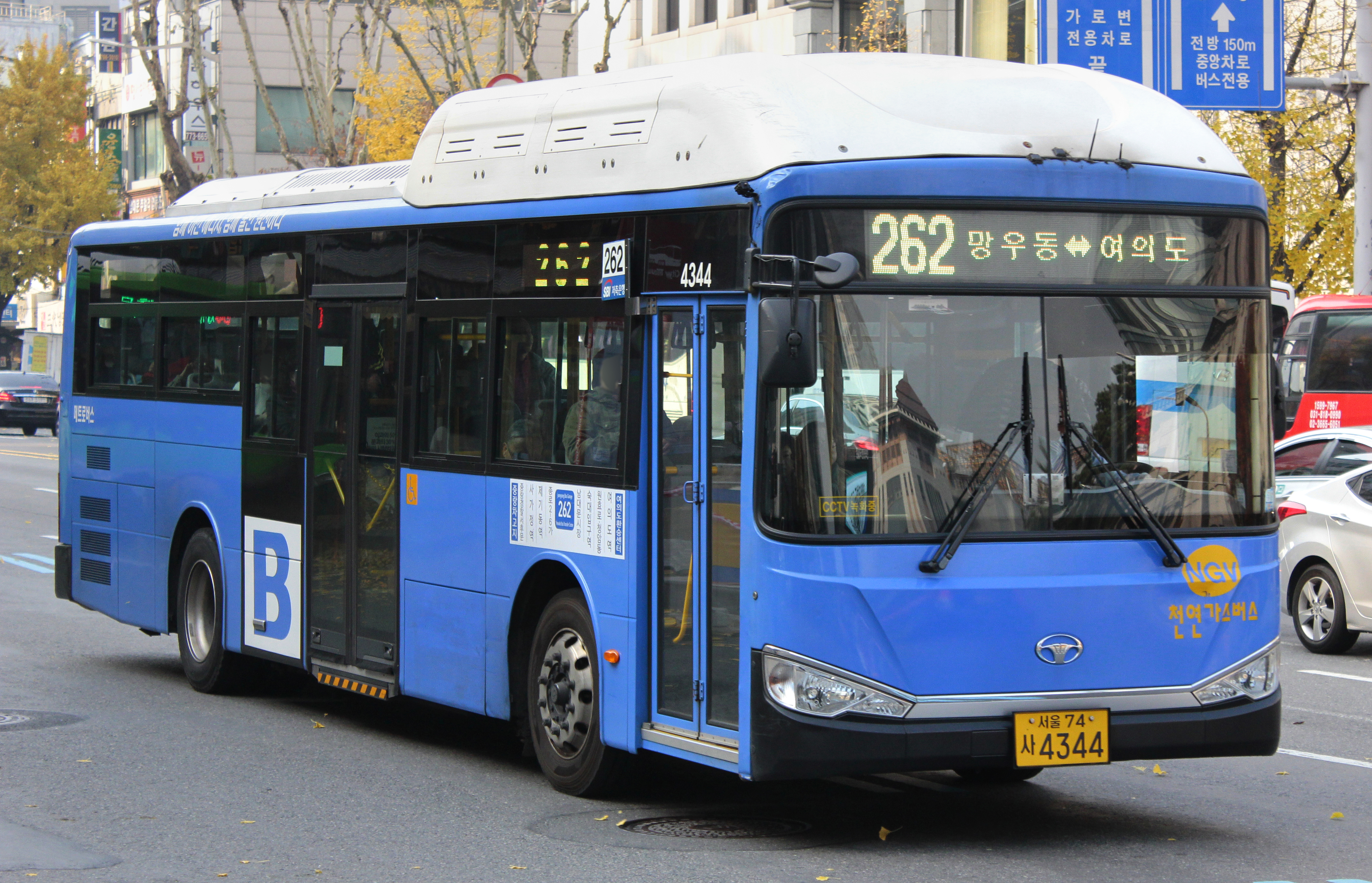
大宇バス NEW BS110CN（韓国仕様車）
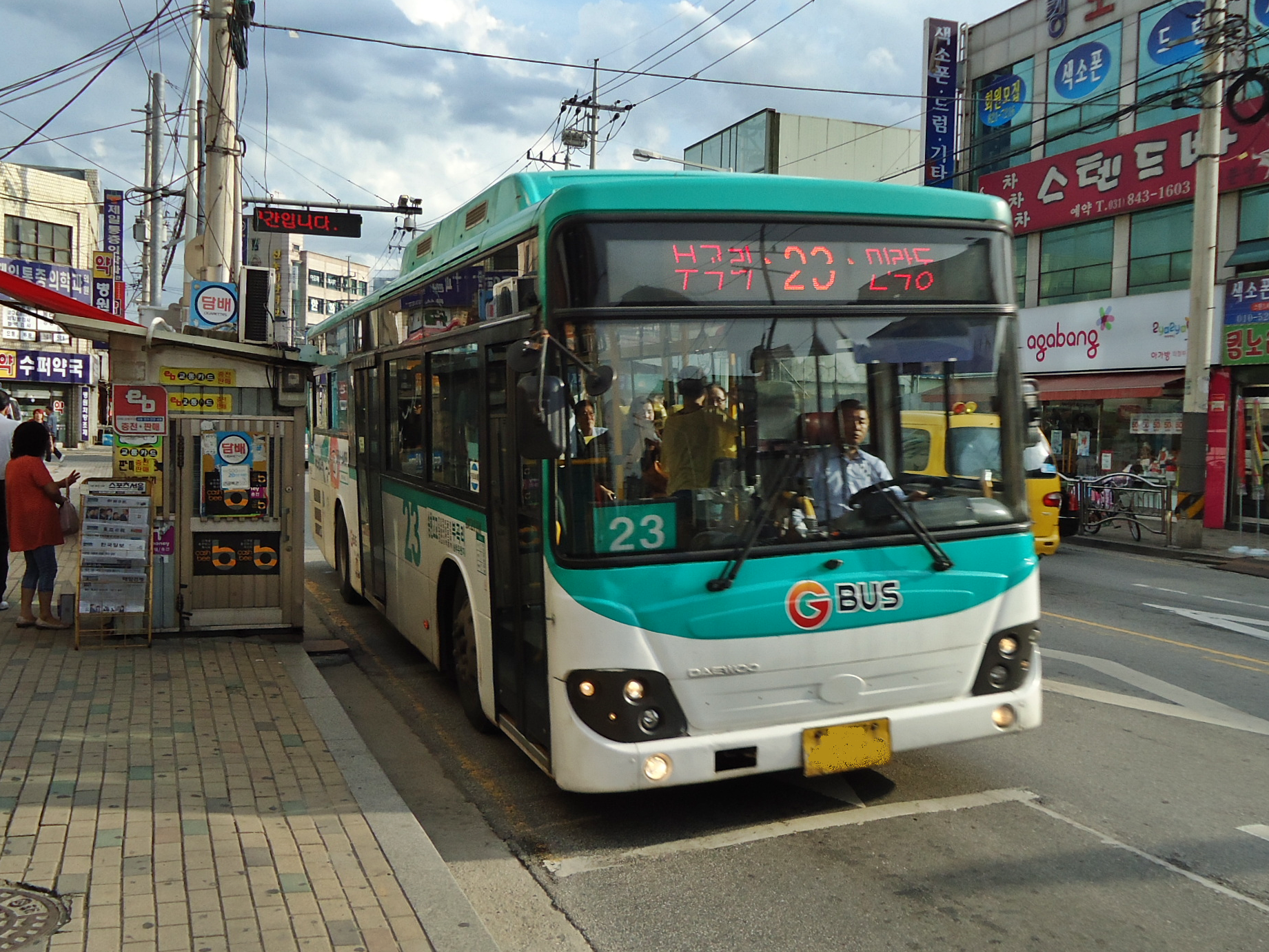
大宇バス BC211M（韓国仕様車）
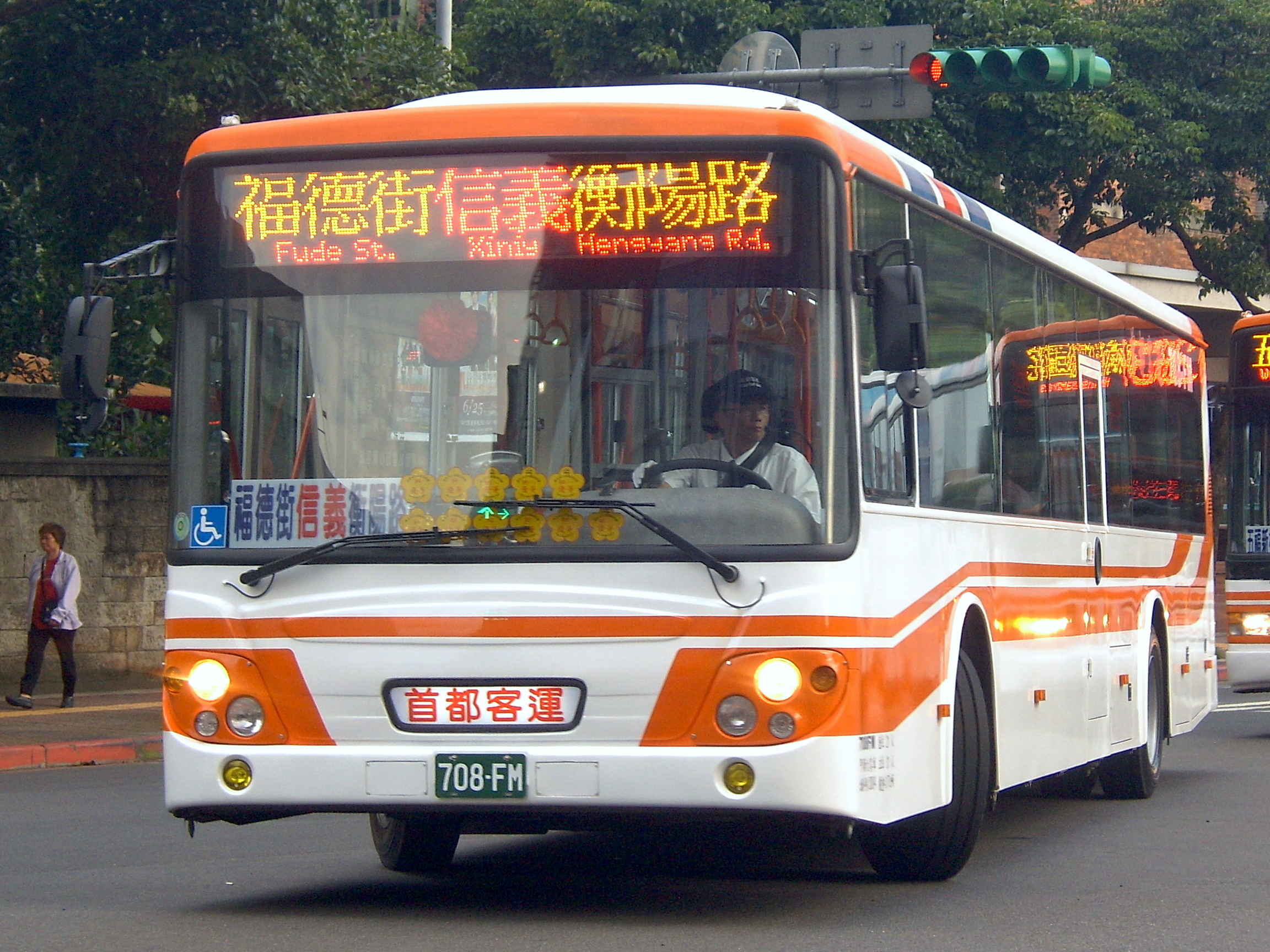
大宇バス BS120CN ノンステップバス（台湾成運仕様車）
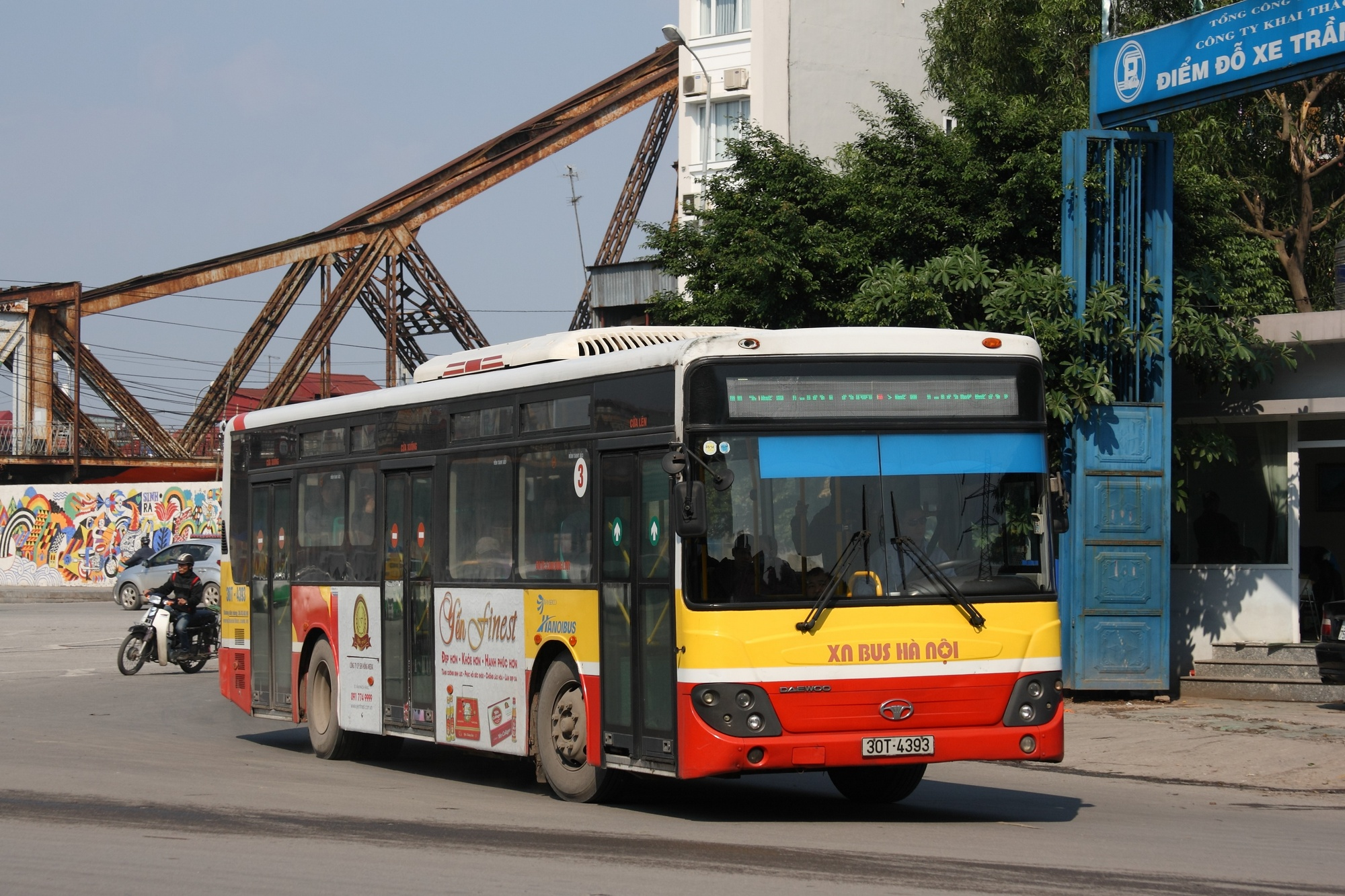
大宇バス BC212MA（ベトナム現地法人生産車）
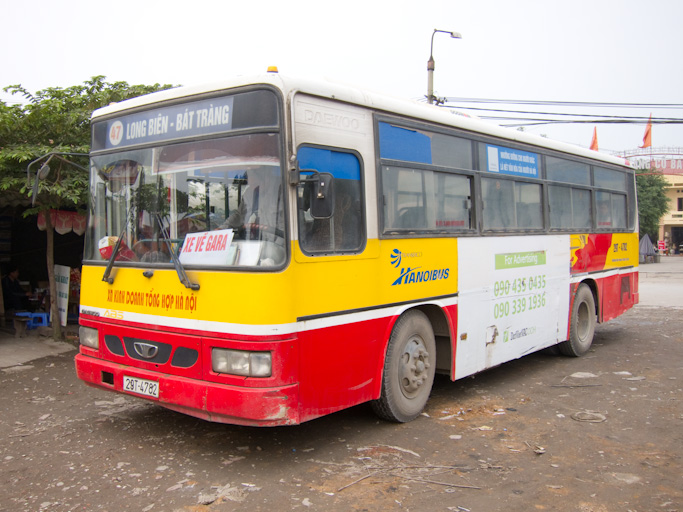
大宇バス BS090（ベトナム仕様車）

## 過去の生産車種一覧

### 新進自動車時代の生産車種
- FB100LK (1966年)
- B-FB-50 (1966年)
- DB102L (1968年)
- DHB400C (1970年)
- DAB (1970年)
- RC420TP (1971年)

### GMコリア時代の生産車種
- DB105LC (1972年)
- BD50DL (1973年)
- BLD24 (1973年) (いすゞ・ジャーニーのライセンス生産車)
- BD098 (1976年)
- BD101 (1976年)
- BU100/110 (1976年) (いすゞ・BUのライセンス生産車)

### セハン自動車時代の生産車種
- BU120 (1976年) (いすゞ・BUのライセンス生産車)
- BL064 (1977年) (いすゞ・ジャーニーのライセンス生産車)
- BF101 (1977年)
- BR101 (1980年)
- BH120 (1981年)
- BV113 (1982年)
- BF105 (1982年)

### 大宇自動車設立以後の生産車種
- BH120S (1983年)
- BV101 (1983年)
- BH115Q (1984年)
- BH120H (1985年)
- BS105 (1986年)
- BU113 (1986年)
- BH115H (1986年)
- BF120 (1987年)
- BS106 (1991年)
- BH120F (1992年) (いすゞ・スーパークルーザーのライセンス生産車)
- BH113 (1994年)(いすゞ・スーパークルーザーのライセンス生産車)

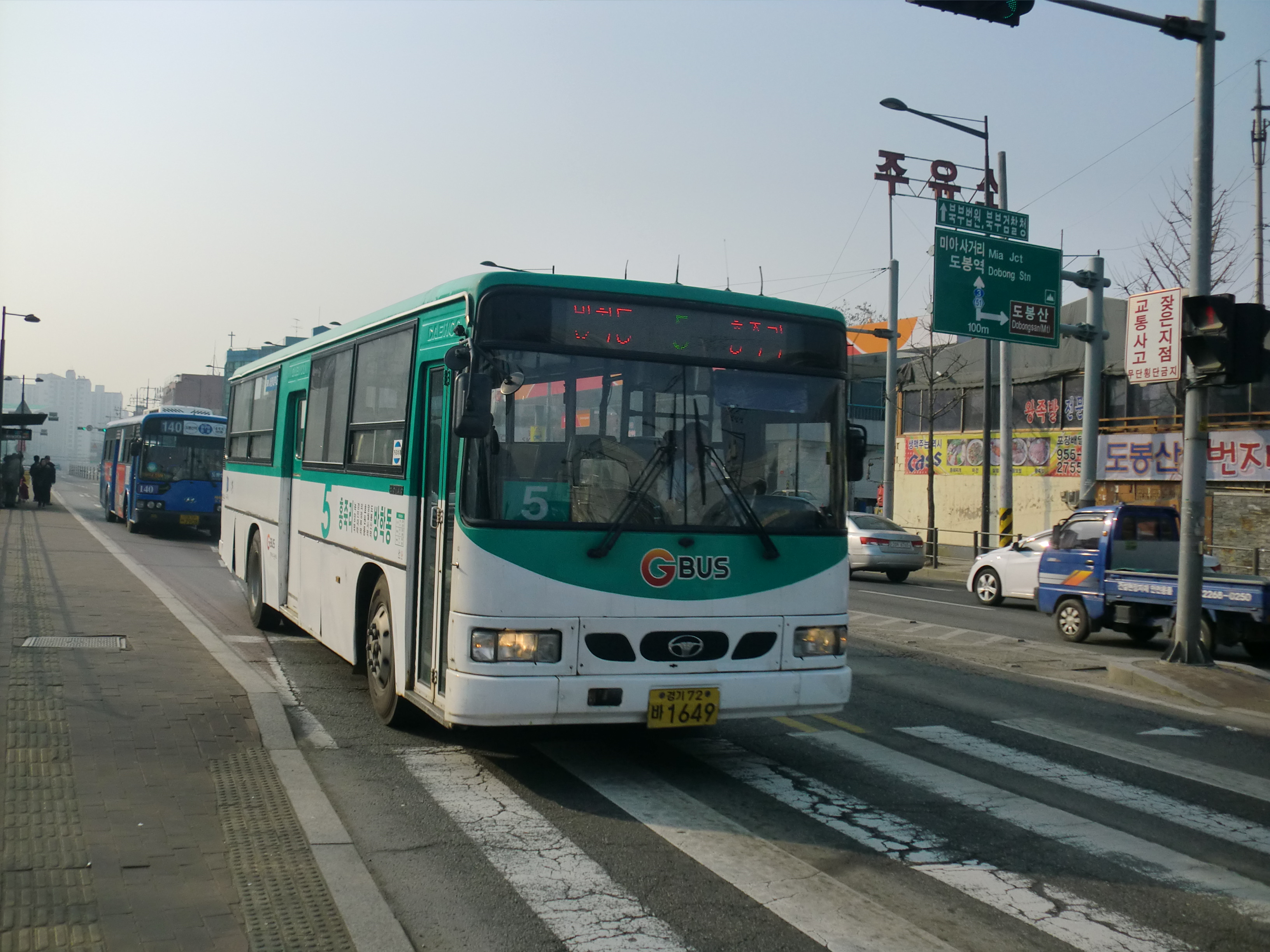
大宇バス BS106（韓国仕様車）
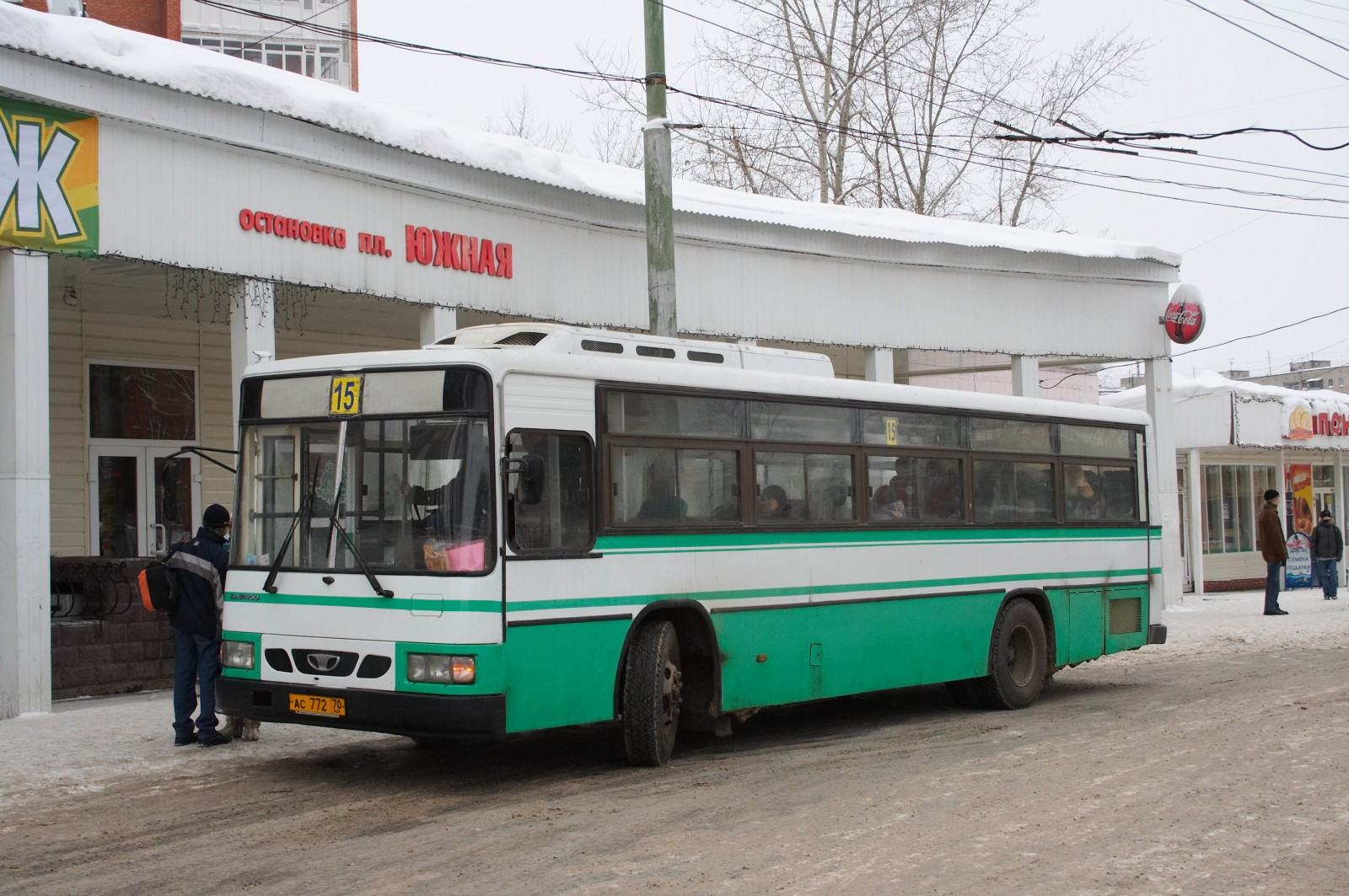
大宇バス BS106（ロシア仕様車）
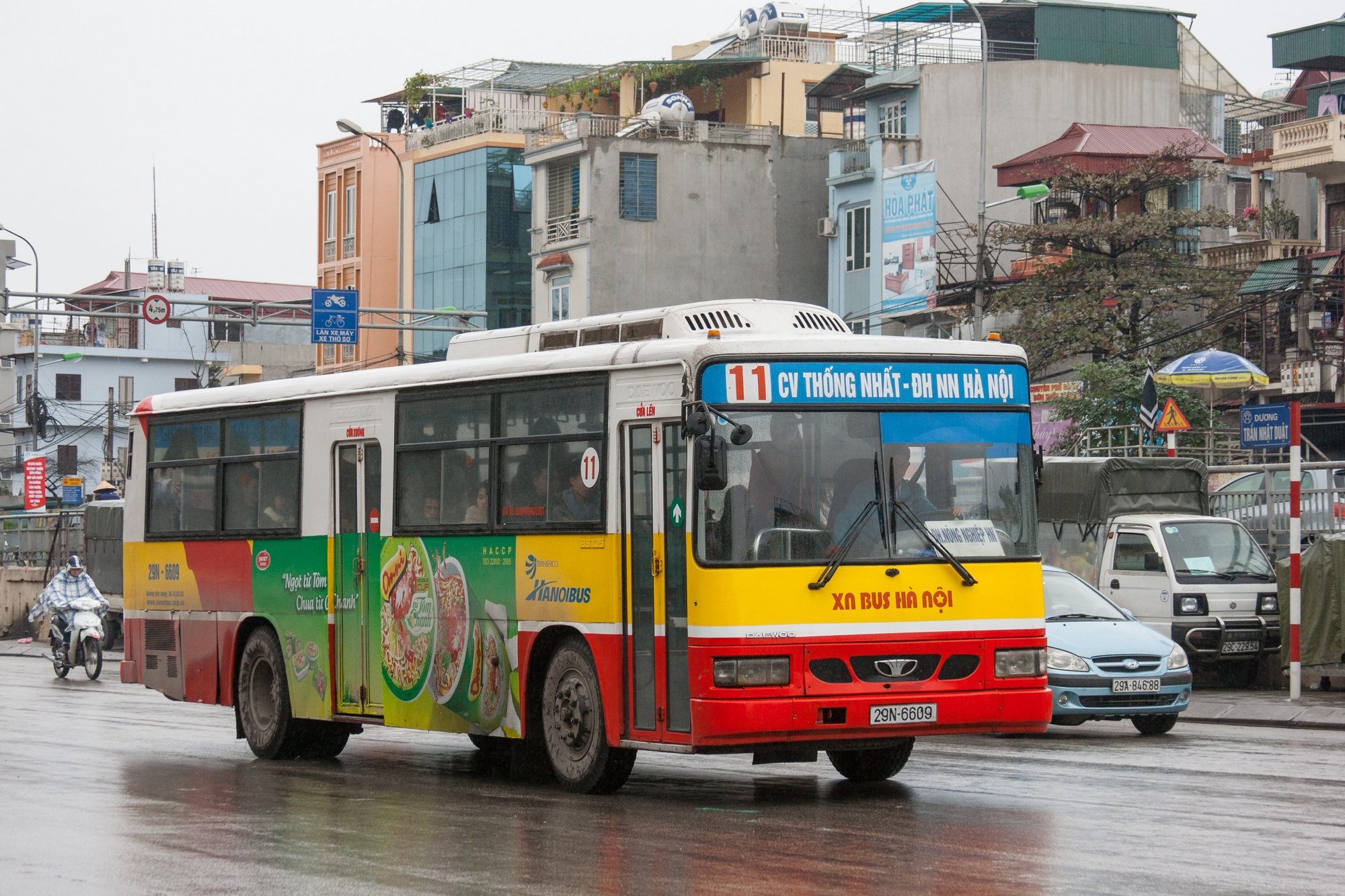
大宇バス BS105（ベトナム仕様車）
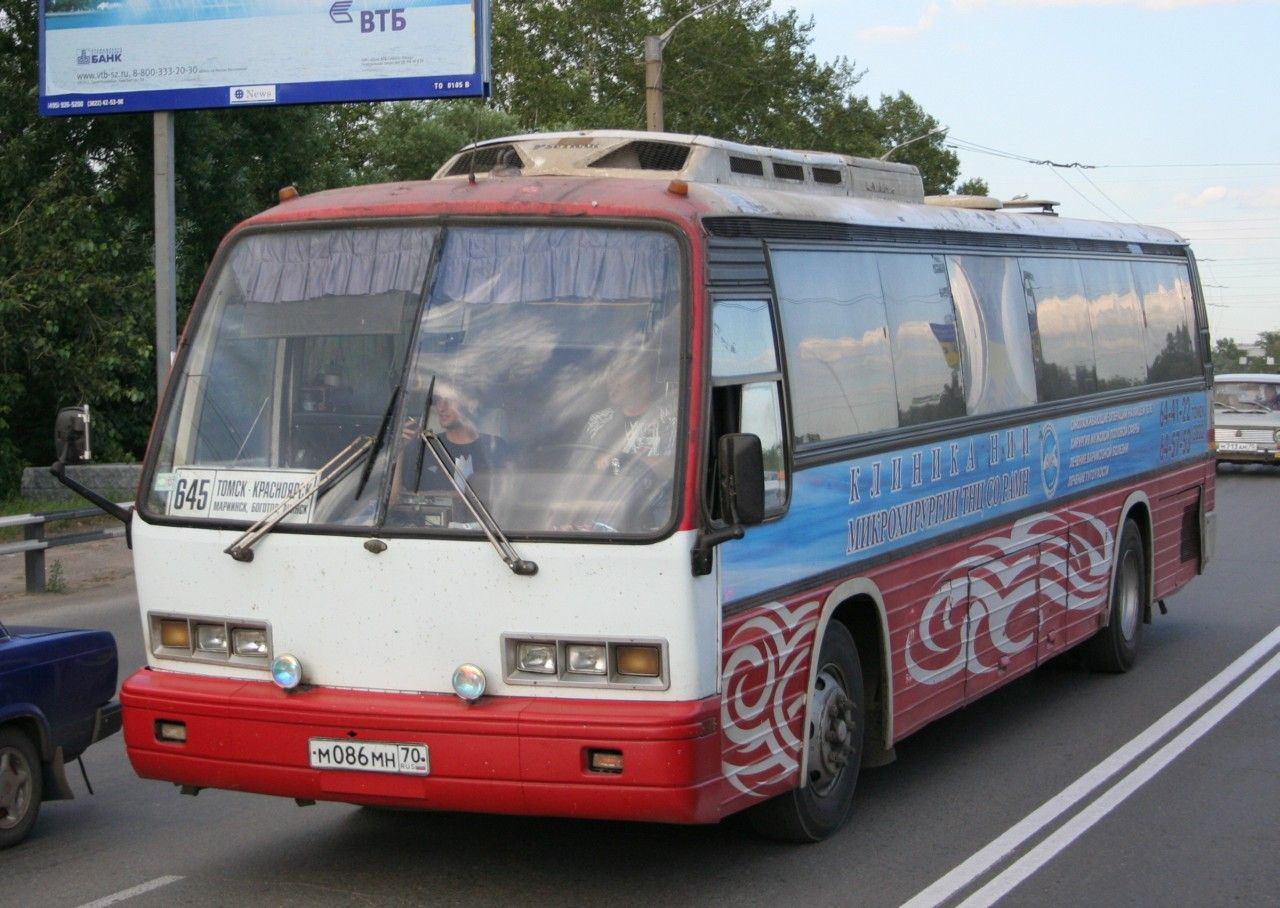
大宇バス BH115（ロシア仕様車）

### 大宇重工業時代の生産車種
- BM090 (1996年)

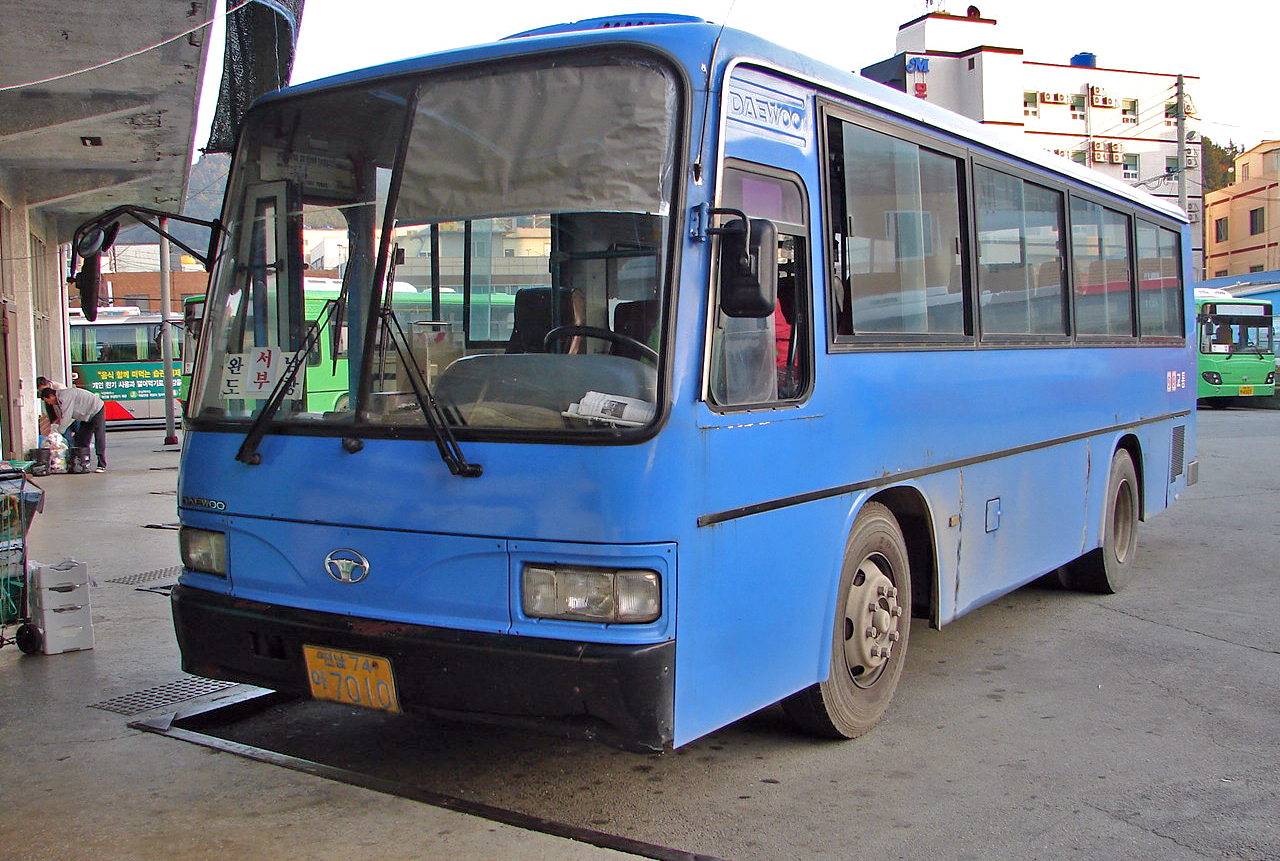
大宇バス BM090（韓国仕様車）
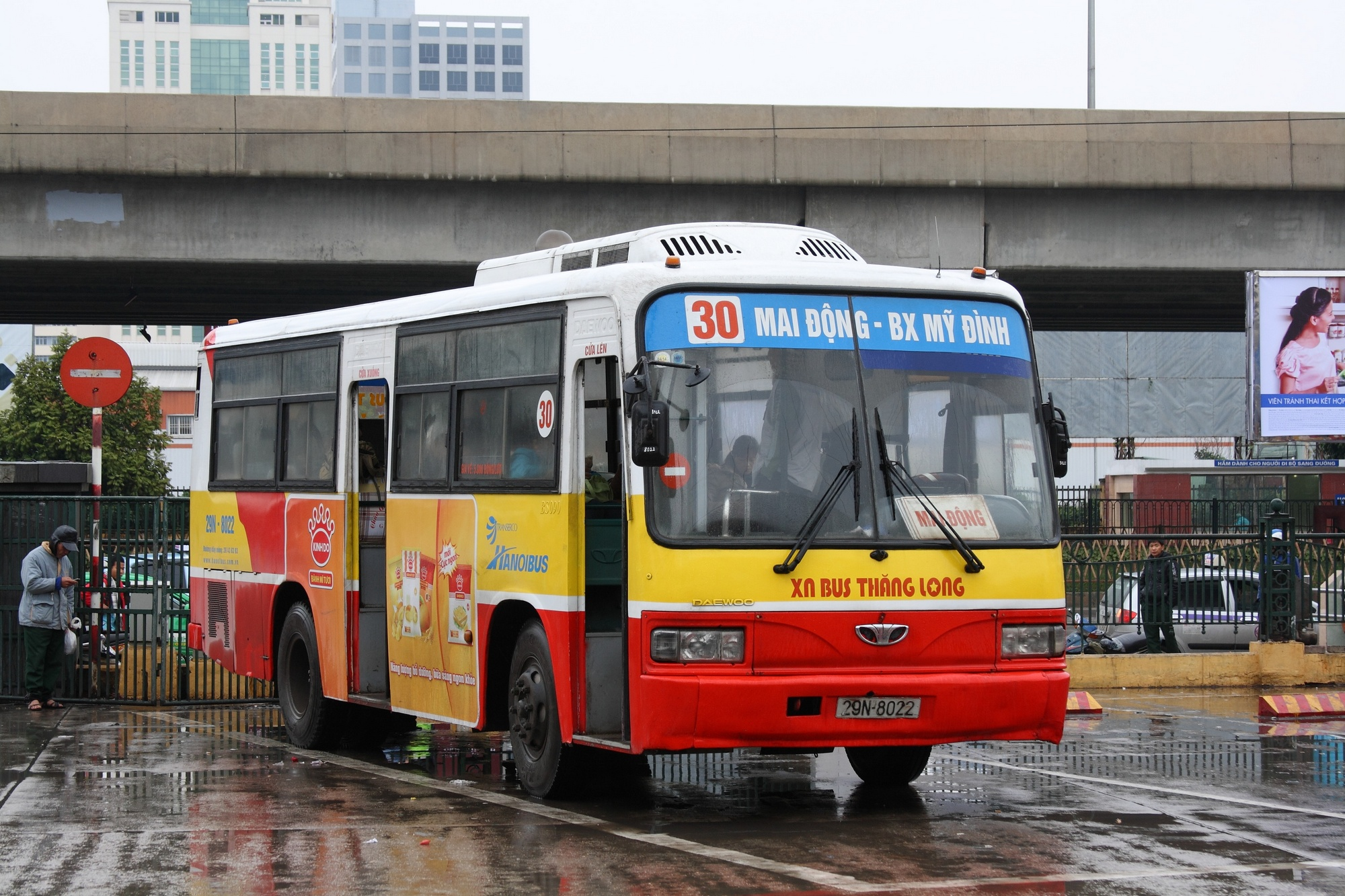
大宇バス BM090（ベトナム仕様車）